# Se tornerai (883)
Se tornerai è una canzone degli 883 scritta da Max Pezzali e Mauro Repetto pubblicata come quinto e ultimo singolo estratto dall'album La dura legge del gol! del 1997. Il brano è contenuto anche negli album Love/Life e TuttoMax.
La canzone è dedicata ad un amico di vecchia data di Max, stroncato dalla droga.

## Video musicale
Il video della canzone, diretto da Stefano Salvati, vede la partecipazione dell'attore Dario Cassini.